# Majdanek

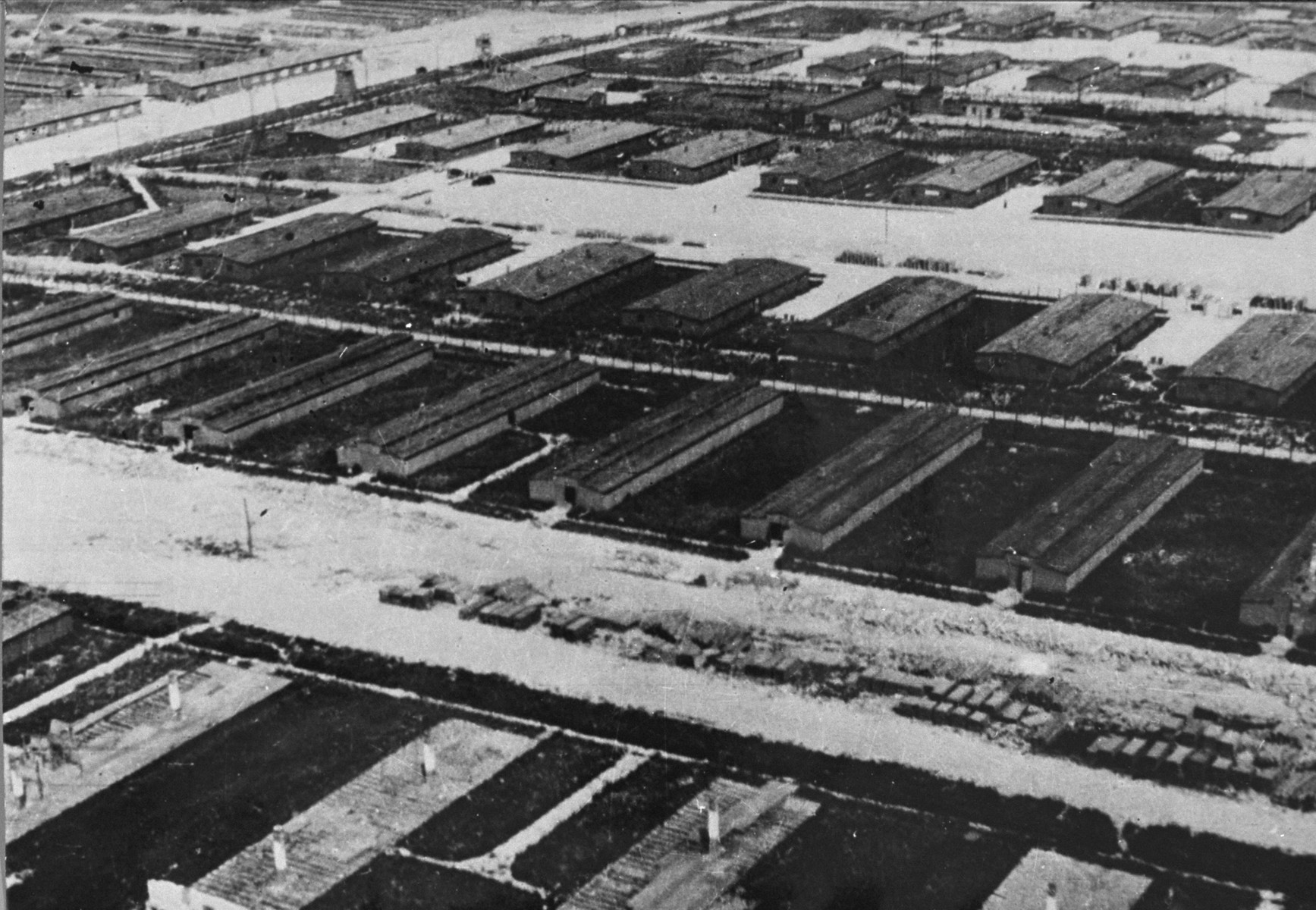
Foto de reconhecimento aéreo tirado em junho de 1944.

Konzentrationslager Majdanek é o nome de um campo de concentração alemão nazista construído na Polônia ocupada, a quatro quilômetros da cidade de Lublin, durante a II Guerra Mundial.
O campo foi criado em outubro de 1941 sob as ordens do comandante da SS, Heinrich Himmler, após sua visita à cidade de Lublin em julho do mesmo ano. Inicialmente, era um campo destinado apenas a receber prisioneiros de guerra, sob a guarda da SS e comandado por Karl Otto Koch (cuja esposa, Ilse, tornou-se famosa por sua crueldade), até ser transformado em campo de concentração geral alemão em fevereiro de 1943. Ao contrário de outros campos alemães, este não era escondido em nenhum lugar remoto no meio de florestas nem era cercado por zonas de exclusão, ficando às vistas da população civil comum de Lublin. Seu nome deriva de um distrito da cidade chamado Majdan Tatarski e foi dado pelos habitantes locais. O nome alemão inicial era Konzentrationslager Lublin (Campo de concentração de Lublin).

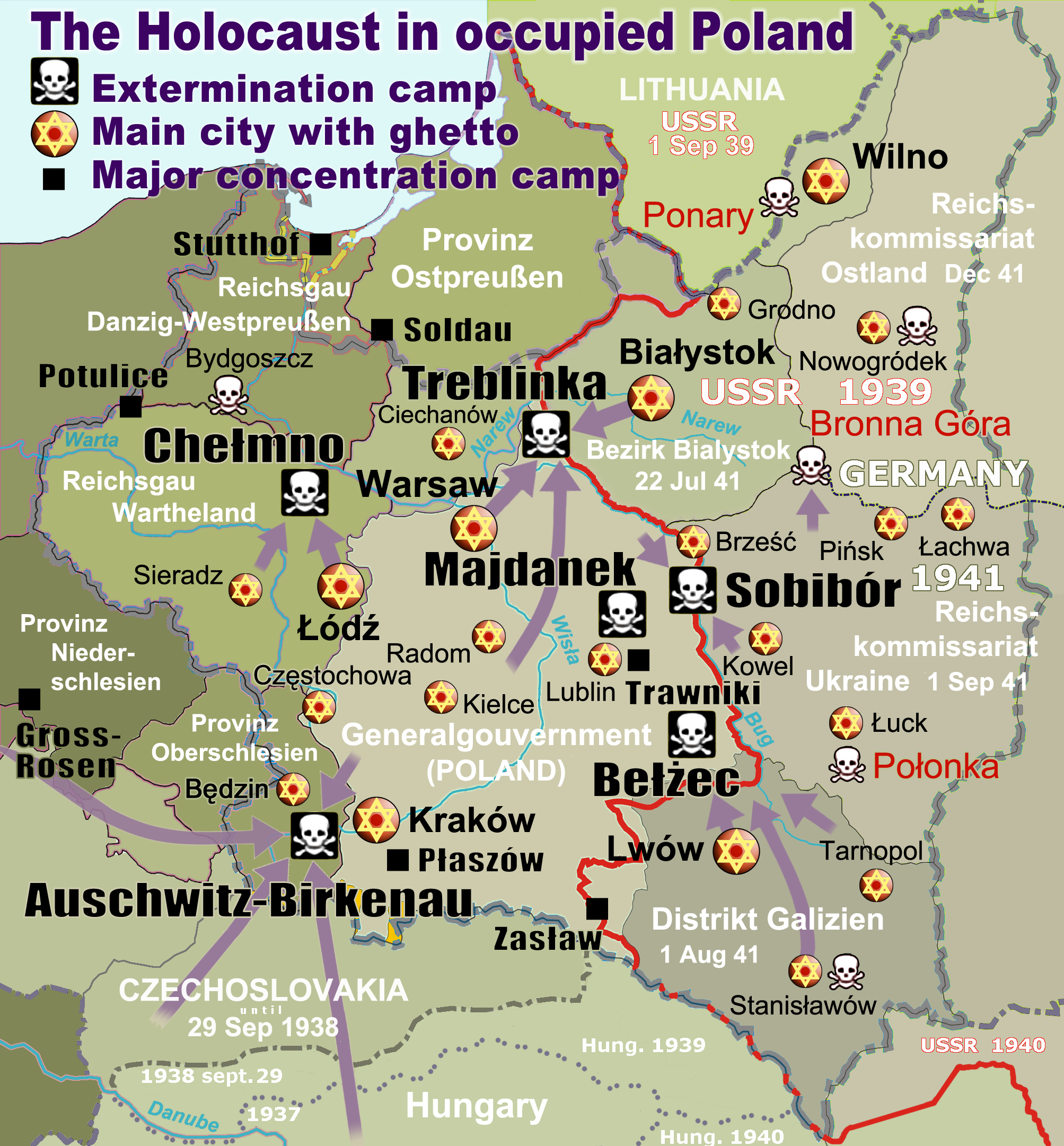
Localização do campo de Majdanek.

No começo das operações, Majdanek continha cerca de 50 mil prisioneiros, passando por uma expansão em 1942 que elevou sua capacidade para 250 mil, usados principalmente em trabalho escravo para produção de munição e fábricas de armas. Entre abril daquele ano até seu fechamento em julho de 1944, o local foi transformado por os alemães em campo de extermínio, com a introdução de câmaras de gás e crematórios. Foi um dos dois únicos campos alemães a usar o Zyklon-B – o outro foi Auschwitz - como gás exterminador, apesar do monóxido de carbono também ser usado nas execuções.
Com a chegada do Exército Vermelho em 1944, o campo foi fechado, sendo que o crematório foi o único local que os alemães conseguiram destruir antes da fuga, graças à rapidez do avanço das tropas libertadoras, o que transformou Majdanek no mais bem preservado dos campos do Holocausto para o pós-guerra. Cerca de mil detentos foram evacuados numa marcha da morte, mas os soviéticos ainda encontraram milhares deles, a maioria prisioneiros de guerra, mostrando a evidência dos crimes ali cometidos pelos alemães. Ironicamente, assim que os soviéticos tomaram posse do campo, libertaram os prisioneiros dos alemães o transformaram num campo da NKVD, o serviço secreto soviético, onde internaram milhares de integrantes da resistência subterrânea polonesa da guerra.
A contagem de mortos em Majdanek nunca foi feita com alguma precisão devido à falta de registros. Ainda em julho de 1944, os soviéticos inicialmente superestimaram o número, anunciando a morte de 400 mil judeus, além de 1,5 milhão de prisioneiros de outros tipos, durante o período total de funcionamento, baseados na capacidade dos crematórios, apesar desta contagem nunca ter sido levada a sério por estudiosos. Os últimos estudos e pesquisas realizadas pela direção do departamento científico do Museu Majdanek, citam que houve cerca de 78 mil vítimas, sendo que 54 mil delas eram judeus.
Em outubro de 2005, quatro sobreviventes do campo voltaram ao local de sua prisão no passado acompanhados de arqueólogos e os ajudaram a localizar no terreno mais de 50 objetos que haviam sido enterrados pelos prisioneiros; estes objetos incluíam alianças, brincos, relógios e moedas.

## Galeria

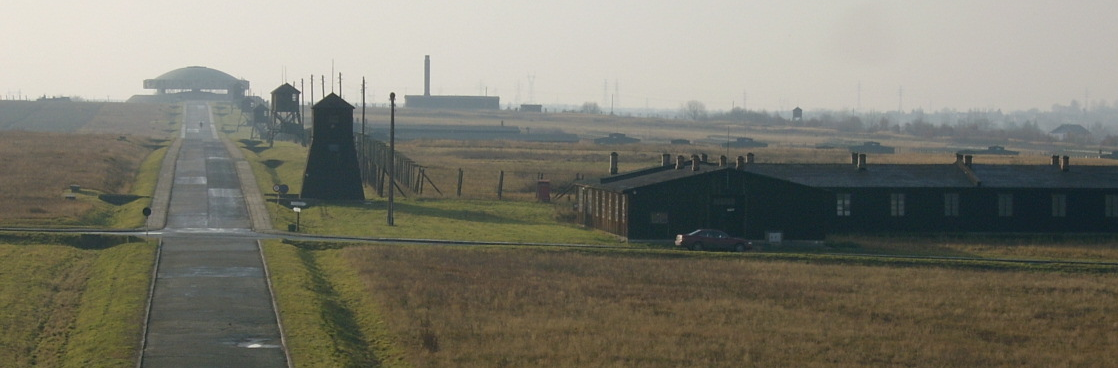
Visão geral do campo
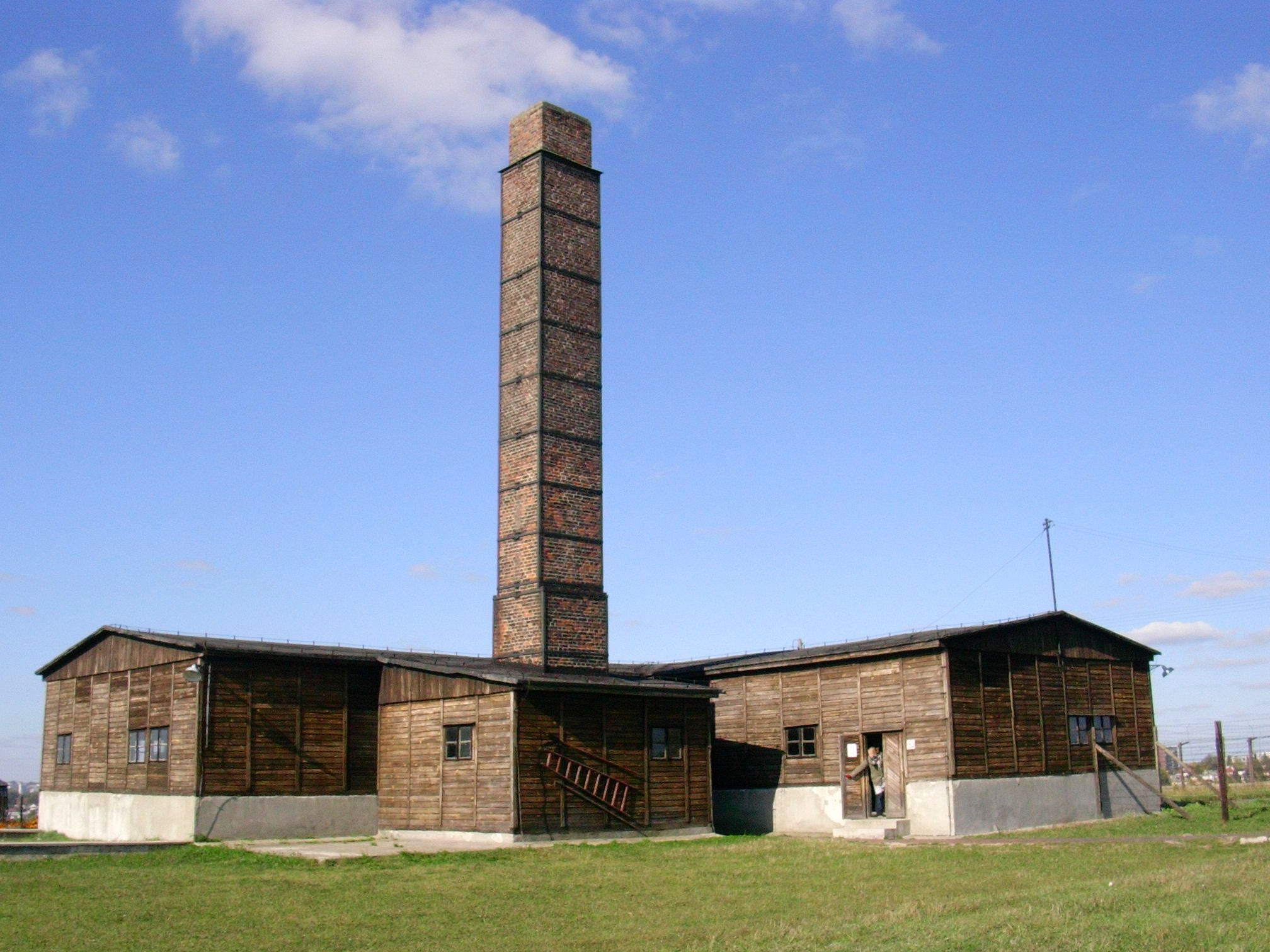
Crematório reconstruído em Majdanek.
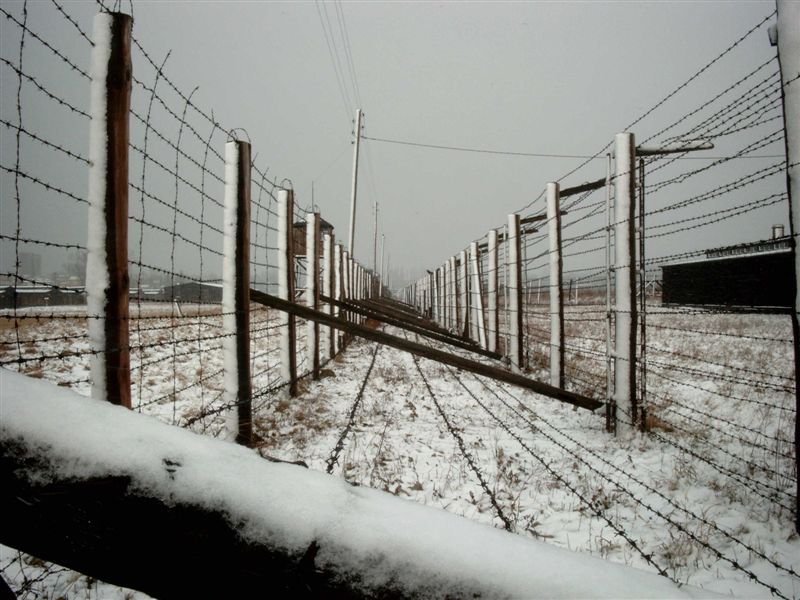
A cerca do campo no inverno.
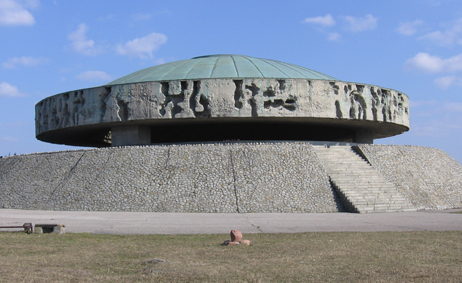
Memorial de Majdanek , contendo cinzas humanas.